# Шоколадное мороженое
Шоколадное — мороженое с натуральным или искусственным шоколадным ароматизатором.

## История
Самые ранние рецепты замороженного шоколада были опубликованы в Неаполе, Италия, в 1693 году в книге Антонио Латини «The Modern Steward». Шоколад был одним из первых вкусов мороженого, созданным до мороженого из ванили. Такие напитки как горячий шоколад, кофе и чай, были первыми продуктами питания, которые превращали в замороженные десерты. В XVII веке горячий шоколад стал популярным напитком в Европе наряду с кофе и чаем, и все три напитка использовались для приготовления замороженных и размороженных десертов.
Антонио Латини изготовил два рецепта мороженого на основе напитка, оба из которых содержали только шоколад и сахар. В 1775 году итальянский врач Филиппо Бальдини написал трактат под названием «De sorbetti», в котором рекомендовал шоколадное мороженое в качестве средства от различных заболеваний, включая подагру и цингу.
Шоколадное мороженое стало популярным в США в конце XIX века. Первая реклама мороженого в Америке стартовала в Нью-Йорке 12 мая 1777 года, когда Филипп Ленци объявил, что мороженое официально доступно «почти каждый день» (англ. «almost every day»). До 1800 года мороженое было редким и экзотическим десертом, которым лакомились в основном богатые люди. Около 1800 года были изобретены изолированные ледники, и производство мороженого вскоре стало индустрией в Америке.

## Производство
Шоколадное мороженое обычно изготавливается путём смешивания какао-порошка, яиц, сливок, ванили и сахара, используемых для приготовления ванильного мороженого. Иногда шоколадный ликёр используется в дополнение к какао-порошку или же используется (в ещё меньших количествах) исключительно для создания шоколадного аромата. Какао-порошок придаёт шоколадному мороженому коричневый цвет, изредка в него добавляют другие красители.
Кодекс Алиментариус, который представляет собой международный набор стандартов для пищевых продуктов, гласит, что вкус шоколадного мороженого должен быть получен из обезжиренных сухих веществ какао, которые должны составлять не менее 2,0—2,5 % от веса смеси. Свод федеральных нормативных актов США «разрешает снижение содержания молочного жира и общего количества сухих веществ молока в 2,5 раза по сравнению с весом сухих веществ какао», чтобы учесть использование дополнительных подсластителей.
Минимальная жирность шоколадного мороженого как в Канаде, так и в США составляет 8 %, независимо от количества шоколадного подсластителя в рецепте.

## Продажи
Шоколадное мороженое продаётся в ресторанах, кафе, закусочных, супермаркетах, продуктовых магазинах и магазинах шаговой доступности. Кафе-мороженое специализируется на продаже мороженого. Шоколад входит в пятёрку самых популярных вкусов мороженого в США и по состоянию на 2013 год уступал только ванили.

## Другие вкусы

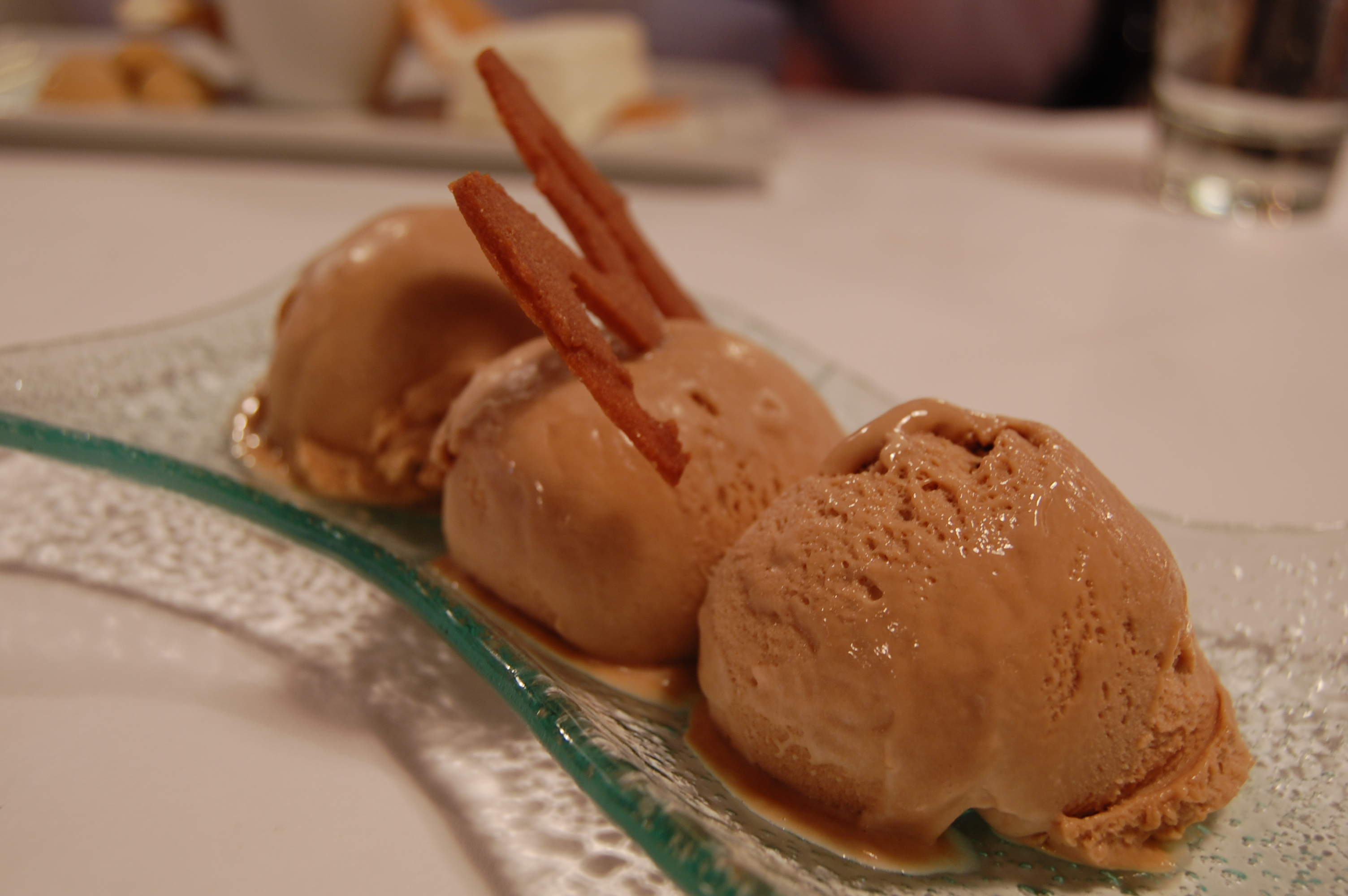
Шарики шоколадно-солодового мороженого

Шоколадное мороженое используется при создании других вкусов, например, Rocky Road. Другие вкусы мороженого содержат шоколадную стружку, смешанную с мороженым. Например, мороженое с шоколадной крошкой готовится из ванильного мороженого, мороженое с шоколадной крошкой (или двойной шоколадной крошкой) готовится из шоколадного мороженого, а мятное мороженое с шоколадной крошкой готовится из мятного мороженого.